# Општина Гвадалупе и Калво (Чивава)
Гвадалупе и Калво (шп. Guadalupe y Calvo) општина је у Мексику у савезној држави Чивава. Општина се налази на надморској висини од 2339 м.

## Становништво
Према подацима из 2010. у општини је живело 53499 становника.

### Хронологија
| Година       | 2000                  | 2005                  | 2010                  |
| ------------ | --------------------- | --------------------- | --------------------- |
| Становништво | 48355 (24507 / 23848) | 51854 (26170 / 25684) | 53499 (27053 / 26446) |

### Попис
| \| \| м \| \| \| ж \| \| 0—2 \| 2.075 \| \| \| 1.907 \| \| 3—5 \| 2.074 \| \| \| 2.071 \| \| 6—11 \| 4.309 \| \| \| 4.214 \| \| 12—14 \| 2.017 \| \| \| 1.977 \| \| 15—17 \| 1.934 \| \| \| 1.953 \| \| 18—24 \| 3.680 \| \| \| 3.438 \| \| 60+ \| 1.761 \| \| \| 1.772 \| \| Просек : \| 24,9 \| \| \| 25,1 \| |       |  |  |       |
| |       |  |  |       |
| | м     |  |  | ж     |
| 0—2 | 2.075 |  |  | 1.907 |
| 3—5 | 2.074 |  |  | 2.071 |
| 6—11 | 4.309 |  |  | 4.214 |
| 12—14 | 2.017 |  |  | 1.977 |
| 15—17 | 1.934 |  |  | 1.953 |
| 18—24 | 3.680 |  |  | 3.438 |
| 60+ | 1.761 |  |  | 1.772 |
| Просек : | 24,9  |  |  | 25,1  |

| #   | Индикатор                                                                                        | Вредност |
| --- | ------------------------------------------------------------------------------------------------ | -------- |
| 1   | Становништво од 0 до 2 године                                                                    | 3982     |
| 2   | Мушко становништво од 0 до 2 године                                                              | 2075     |
| 3   | Женско становништво од 0 до 2 године                                                             | 1907     |
| 4   | Становништво са 3 и више година                                                                  | 49411    |
| 5   | Мушко становништво са 3 и више година                                                            | 24927    |
| 6   | Женско становништво са 3 и више година                                                           | 24484    |
| 7   | Становништво са 5 и више година                                                                  | 46666    |
| 8   | Мушко становништво са 5 и више година                                                            | 23570    |
| 9   | Женско становништво са 5 и више година                                                           | 23096    |
| 10  | Становништво са 12 и више година                                                                 | 36743    |
| 11  | Мушко становништво са 12 и више година                                                           | 18544    |
| 12  | Женско становништво са 12 и више година                                                          | 18199    |
| 13  | Становништво са 15 и више година                                                                 | 32749    |
| 14  | Мушко становништво са 15 и више година                                                           | 16527    |
| 15  | Женско становништво са 15 и више година                                                          | 16222    |
| 16  | Становништво са 18 и више година                                                                 | 28862    |
| 17  | Мушко становништво са 18 и више година                                                           | 14593    |
| 18  | Женско становништво са 18 и више година                                                          | 14269    |
| 19  | Становништво од 3 до 5 година                                                                    | 4145     |
| 20  | Мушко становништво од 3 до 5 година                                                              | 2074     |
| 21  | Женско становништво од 3 до 5 година                                                             | 2071     |
| 22  | Становништво од 6 до 11 година                                                                   | 8523     |
| 23  | Мушко становништво од 6 до 11 година                                                             | 4309     |
| 24  | Женско становништво од 6 до 11 година                                                            | 4214     |
| 25  | Становништво од 8 до 14 година                                                                   | 9779     |
| 26  | Мушко становништво од 8 до 14 година                                                             | 4928     |
| 27  | Женско становништво од 8 до 14 година                                                            | 4851     |
| 28  | Становништво од 12 до 14 година                                                                  | 3994     |
| 29  | Мушко становништво од 12 до 14 година                                                            | 2017     |
| 30  | Женско становништво од 12 до 14 година                                                           | 1977     |
| 31  | Становништво од 15 до 17 година                                                                  | 3887     |
| 32  | Мушко становништво од 15 до 17 година                                                            | 1934     |
| 33  | Женско становништво од 15 до 17 година                                                           | 1953     |
| 34  | Становништво од 18 до 24 године                                                                  | 7118     |
| 35  | Мушко становништво од 18 до 24 године                                                            | 3680     |
| 36  | Женско становништво од 18 до 24 године                                                           | 3438     |
| 37  | Женско становништво од 15 до 49 година                                                           | 13038    |
| 38  | Становништво са 60 и више година                                                                 | 3533     |
| 39  | Мушко становништво са 60 и више година                                                           | 1761     |
| 40  | Женско становништво са 60 и више година                                                          | 1772     |
| 41  | Однос између мушкараца и жена                                                                    | 102.3    |
| 42  | Становништво од нуле до 14 година                                                                | 20644    |
| 43  | Становништво од 15 до 64 године                                                                  | 30234    |
| 44  | Становништво од 65 година и више                                                                 | 2515     |
| 45  | Просечан број деце                                                                               | 2.97     |
| 46  | Становништво рођено у ентитету                                                                   | 50769    |
| 47  | Мушко становништво рођено у ентитету                                                             | 25657    |
| 48  | Женско становништво рођено у ентитету                                                            | 25112    |
| 49  | Становништво рођено у другом ентитету                                                            | 2371     |
| 50  | Мушко становништво рођено у другом ентитету                                                      | 1217     |
| 51  | Женско становништво рођено у другом ентитету                                                     | 1154     |
| 52  | Становништво од 5 година и више резидентно у ентитету у јуну 2005. године                        | 45806    |
| 53  | Мушко становништво старосног доба од 5 година и више, резидентно у ентитету у јуну 2005. године  | 23133    |
| 54  | Женско становништво старосног доба од 5 и више година, резидентно у ентитету у јуну 2005. године | 22673    |
| 55  | Становништво од 5 година и више које је живело у другом ентитету у јуну 2005. године             | 412      |
| 56  | Мушко становништво старије од 5 година које је живело у другом ентитету у јуну 2005. године      | 200      |
| 57  | Женско становништво старије од 5 година које је живело у другом ентитету у јуну 2005. године     | 212      |
| 58  | Становништво од 3 године и више које говори аутохтони језик                                      | 14341    |
| 59  | Мушко становништво старо 3 године и више које говори аутохтони језик                             | 7082     |
| 60  | Женско становништво старо 3 године и више које говори аутохтони језик                            | 7259     |
| 61  | Становништво од 3 године и више које говори аутохтони језик и не говори шпански језик            | 1153     |
| 62  | Мушко становништво старо 3 године и више које говори аутохтони језик и не говори шпански         | 482      |
| 63  | Женско становништво старо 3 године и више које говори аутохтони језик и не говори шпански језик  | 671      |
| 64  | Становништво старо 3 године и више које говори аутохтони језик и шпански                         | 12564    |
| 65  | Мушко становништво старо 3 године и више које говори аутохтони језик и шпански                   | 6311     |
| 66  | Женско становништво старо 3 године и више које говори аутохтони језик и шпански                  | 6253     |
| 67  | Становништво од 5 година и више које говори аутохтони језик                                      | 13584    |
| 68  | Становништво од 5 година и више које говори аутохтони језик и не говори шпански језик            | 913      |
| 69  | Становништво од 5 година и више које говори аутохтони језик и говори шпански језик               | 12076    |
| 70  | Становништво у домородачким домаћинствима                                                        | 20027    |
| 71  | Становништво са ограничењима у активностима                                                      | 2038     |
| 72  | Становништво са ограниченим ходањем или кретањем, горе или доле                                  | 1069     |
| 73  | Становници са ограничењима вида, чак и уз кориштење сочива                                       | 673      |
| 74  | Становништво са ограничењима говора, комуникације или конверзације                               | 142      |
| 75  | Становништво са ограниченим слухом                                                               | 223      |
| 76  | Становништво са ограничењима при одевању, купању или јелу                                        | 95       |
| 77  | Становништво са ограничењима у опажању или учењу једноставних ствари                             | 76       |
| 78  | Становништво са менталним ограничењима                                                           | 144      |
| 79  | Становништво без ограничења активности                                                           | 50590    |
| 80  | Становништво од 3 до 5 година које не похађа школу                                               | 2722     |
| 81  | Мушко становништво од 3 до 5 година које не похађа школу                                         | 1375     |
| 82  | Женско становништво од 3 до 5 година које не похађа школу                                        | 1347     |
| 83  | Становништво од 6 до 11 година које не похађа школу                                              | 985      |
| 84  | Мушко становништво од 6 до 11 година које не похађа школу                                        | 520      |
| 85  | Женско становништво од 6 до 11 година које не похађа школу                                       | 465      |
| 86  | Становништво од 12 до 14 година које не похађа школу                                             | 1002     |
| 87  | Мушко становништво од 12 до 14 година које не похађа школу                                       | 556      |
| 88  | Женско становништво од 12 до 14 година које не похађа школу                                      | 446      |
| 89  | Становништво од 15 до 17 година похађа школу                                                     | 1655     |
| 90  | Мушко становништво од 15 до 17 година похађа школу                                               | 732      |
| 91  | Женско становништво између 15 и 17 година живота у школи                                         | 923      |
| 92  | Становништво од 18 до 24 године похађа школу                                                     | 635      |
| 93  | Мушко становништво од 18 до 24 године похађа школу                                               | 305      |
| 94  | Женско становништво од 18 до 24 године похађа школу                                              | 330      |
| 95  | Становништво од 8 до 14 година које не може да чита и пише                                       | 1139     |
| 96  | Мушко становништво старосног доба од 8 до 14 година које не може да чита и пише                  | 639      |
| 97  | Женско становништво старосног доби од 8 до 14 година које не може да чита и пише                 | 500      |
| 98  | Становништво од 15 година и више које је неписмено                                               | 6980     |
| 99  | Мушко становништво од 15 година и више које је неписмено                                         | 3233     |
| 100 | Женско становништво од 15 година и више које је неписмено                                        | 3747     |
| 101 | Становништво старо 15 и више година без школовања                                                | 7675     |
| 102 | Мушко становништво старо 15 и више година без школовања                                          | 3599     |
| 103 | Женско становништво старо 15 и више година без школовања                                         | 4076     |
| 104 | Становништво старосног доба 15 и више година са непотпуним основним образовањем                  | 7813     |
| 105 | Мушко становништво старосног доба од 15 година и више са непотпуном основним образовањем         | 4328     |
| 106 | Женско становништво старосног доба 15 и више година са непотпуном основним образовањем           | 3485     |
| 107 | Становништво старо 15 и више година са комплетним основним образовањем                           | 7305     |
| 108 | Мушко становништво старо 15 година и више са комплетним основним образовањем                     | 3953     |
| 109 | Женско становништво старо 15 и више година са комплетним основним образовањем                    | 3352     |
| 110 | Становништво старосног доба 15 и више година са непотпуним средњим образовањем                   | 1863     |
| 111 | Мушко становништво старосног доба од 15 година и више са непотпуним средњим образовањем          | 962      |
| 112 | Женско становништво старосног доба од 15 година и више са непотпуним средњим образовањем         | 901      |
| 113 | Становништво старо 15 и више година са пуним секундарном образовањем                             | 4366     |
| 114 | Мушко становништво старосног доба од 15 година и више са пуним секундарном образовањем           | 2002     |
| 115 | Женско становништво старосног доба од 15 година и више са пуним секундарном образовањем          | 2364     |
| 116 | Становништво старије од 18 година са постосновним образовањем                                    | 2932     |
| 117 | Мушко становништво старије од 18 година са постосновним образовањем                              | 1366     |
| 118 | Женско становништво старије од 18 година са постосновним образовањем                             | 1566     |
| 119 | Просечна оцена школовања                                                                         | 5.06     |
| 120 | Просечан ниво образовања мушке популације                                                        | 5        |
| 121 | Просечан ниво образовања женског становништва                                                    | 5.13     |
| 122 | Економски активно становништво                                                                   | 16979    |
| 123 | Економски активна мушка популација                                                               | 14796    |
| 124 | Економски активна женска популација                                                              | 2183     |
| 125 | Становништво које није економски активно                                                         | 19472    |
| 126 | Мушко становништво које није економски активно                                                   | 3597     |
| 127 | Женско становништво које није економски активно                                                  | 15875    |
| 128 | Запослено становништво                                                                           | 16626    |
| 129 | Запослено мушко становништво                                                                     | 14490    |
| 130 | Запослено женско становништво                                                                    | 2136     |
| 131 | Незапослена популација                                                                           | 353      |
| 132 | Незапослена мушка популација                                                                     | 306      |
| 133 | Незапослена женска популација                                                                    | 47       |
| 134 | Становништво без права на здравствене услуге                                                     | 21159    |
| 135 | Становништво које има право на здравствене услуге                                                | 31821    |
| 136 | Становништво које има право на ИМСС                                                              | 6063     |
| 137 | Становништво које има право на социјално осигурање                                               | 1370     |
| 138 | Становништво које има право на државно социјално осигурање                                       | 200      |
| 139 | Становништво које има право на опште осигурање или здравствено осигурање за нову генерацију      | 23488    |
| 140 | Становништво које је било једном или није било у браку током 12 година и више                    | 12734    |
| 141 | Венчано или уједињено становништво од 12 година и више                                           | 20614    |
| 142 | Становништво које је било у браку или уједињено 12 година и више                                 | 3226     |
| 143 | Становништво са католичком религијом                                                             | 37724    |
| 144 | Протестанти, еванђелисти и библијски следбеници различити од еванђелиста                         | 4744     |
| 145 | Становништво са другим религијама различитим од претходних                                       | 0        |
| 146 | Становништво без религије                                                                        | 9819     |
| 147 | Укупно пописаних домаћинства                                                                     | 11476    |
| 148 | Пописна домаћинства на челу са мушкарцима                                                        | 9152     |
| 149 | Пописна домаћинства на челу са женама                                                            | 2324     |
| 150 | Становништво у пописним домаћинствима                                                            | 53285    |
| 151 | Становништво у пописним домаћинствима на челу са мушкарцима                                      | 43817    |
| 152 | Становништво у пописним домаћинствима на челу са женама                                          | 9468     |
| 153 | Укупно домаћинстава                                                                              | 14391    |
| 154 | Укупно насељених домаћинстава                                                                    | 11503    |
| 155 | Укупно приватних кућа                                                                            | 14364    |
| 156 | Насељени приватни домови                                                                         | 11476    |
| 157 | Укупно насељених приватних кућа                                                                  | 11497    |
| 158 | Ненасељене приватне куће                                                                         | 1977     |
| 159 | Појединачна домаћинства за привремену употребу                                                   | 911      |
| 160 | Становници у насељеним приватним кућама                                                          | 53285    |
| 161 | Насељеност станара у приватним становима                                                         | 4.64     |
| 162 | Просечно становника по соби у приватним насељеним домаћинствима                                  | 1.48     |
| 163 | Појединачна домаћинства са подовима од различитих материјала од земље                            | 5474     |
| 164 | Појединачна домаћинства у приземљу                                                               | 5924     |
| 165 | Појединачна домаћинства са једном спаваћом собом                                                 | 4246     |
| 166 | Појединачна домаћинства са две спаваће собе и више                                               | 7157     |
| 167 | Појединачна домаћинства са једним собом                                                          | 737      |
| 168 | Појединачна домаћинства са две собе                                                              | 2799     |
| 169 | Појединачна домаћинства са 3 собе и више                                                         | 7857     |
| 170 | Појединачна домаћинства која имају електрично светло                                             | 5811     |
| 171 | Појединачна домаћинства која немају електрично светло                                            | 5559     |
| 172 | Појединачна домаћинства која имају водоводну воду у стамбеном простору                           | 3852     |
| 173 | Појединачна домаћинства која немају водоводну воду у стамбеном простору                          | 7540     |
| 174 | Појединачна домаћинства која имају тоалет                                                        | 8892     |
| 175 | Појединачна домаћинства која имају канализацију                                                  | 4751     |
| 176 | Појединачна домаћинства која немају канализацију                                                 | 6477     |
| 177 | Појединачна домаћинства која имају електрично светло, довод воде из јавне мреже и канализацију   | 2174     |
| 178 | Појединачна домаћинства без икаквих услова                                                       | 2435     |
| 179 | Појединачна домаћинства која имају радио                                                         | 4970     |
| 180 | Појединачна домаћинства која имају телевизор                                                     | 4918     |
| 181 | Појединачна домаћинства која имају фрижидер                                                      | 2689     |
| 182 | Појединачна домаћинства која имају машину за веш                                                 | 1594     |
| 183 | Појединачна домаћинства која имају аутомобил или комби                                           | 4237     |
| 184 | Појединачна домаћинства која имају рачунар                                                       | 620      |
| 185 | Појединачна домаћинства која имају фиксну телефонску линију                                      | 526      |
| 186 | Појединачна домаћинства која имају мобилни телефон                                               | 2604     |
| 187 | Појединачна домаћинства која имају приступ интернету                                             | 188      |